# Escallonia angustifolia
Escallonia angustifolia är en tvåhjärtbladig växtart som beskrevs av Karel Presl. Escallonia angustifolia ingår i släktet Escallonia och familjen Escalloniaceae. Inga underarter finns listade i Catalogue of Life.